# Sommer-Paralympics 2024/Teilnehmer (Guinea)
| stlisierte Goldmedaille | stlisierte Silbermedaille | stlisierte Bronzemedaille |
| ----------------------- | ------------------------- | ------------------------- |
| —                       | —                         | —                         |

Guinea entsandte für die Paralympischen Spiele 2024 in Paris zwei Leichtathleten.

## Teilnehmer

### Leichtathletik
| Athleten          | Klassifizierung | Wettbewerb | Vorlauf/Vorkampf | Vorlauf/Vorkampf | Finale        | Finale        | Rang |
| Athleten          | Klassifizierung | Wettbewerb | Zeit/Weite       | Rang             | Zeit/Weite    | Rang          | Rang |
| ----------------- | --------------- | ---------- | ---------------- | ---------------- | ------------- | ------------- | ---- |
| Frauen            |                 |            |                  |                  |               |               |      |
| Kadiatou Bangoura | T47             | 200 m      | 28,47 s (SB)     | 18               | ausgeschieden | ausgeschieden | 18   |
| Kadiatou Bangoura | T47             | 400 m      | 1:06,09 min      | 12               | ausgeschieden | ausgeschieden | 12   |
| Männer            |                 |            |                  |                  |               |               |      |
| Yamoussa Sylla    | T47             | 100 m      | 12,11 s          | 15               | ausgeschieden | ausgeschieden | 15   |
| Yamoussa Sylla    | T47             | Weitsprung | —                | —                | 5,70 m        | 7             | 7    |

SB: Persönliche Saisonbestzeit